# Juuka
Juuka este o comună din Finlanda.